# Стор, Зигфрид
Зи́гфрид Стор (фамилия в немецком произношении — Штор, итал. и нем. Siegfried Stohr, род. 10 октября 1952 года, Римини) — итальянский автогонщик, участник чемпионата мира по автогонкам в классе Формула-1.

## Биография
Сын немца и итальянки, родился и жил в Италии. В возрасте 19 лет занялся картингом, выиграл три итальянских чемпионата по картингу. В 1978 году стал чемпионом Италии по автогонкам Формулы-3. В 1979—1980 годах стартовал в чемпионате Формулы-2, выиграл одну гонку. В 1981 году провёл неполный сезон в чемпионате мира по автогонкам Формулы-1, очков не набрал, четыре раза не прошёл квалификацию. На Гран-при Бельгии 1981 года оказался вовлечён в аварию на старте, когда заглох двигатель на автомобиле его напарника по команде Риккардо Патрезе и гоночный инженер Патрезе Дэйв Лакетт выбежал на стартовую прямую к машине итальянца, не обратив внимания на то, что остальные автомобили уже стартовали. Штор не сумел объехать стоящий автомобиль и врезался в него сзади, сломав ноги Лакетту, пытавшемуся запустить двигатель с помощью внешнего стартера. Во многом под влиянием этой аварии Штор по окончании сезона 1981 года завершил свою гоночную карьеру.

## Результаты гонок в Формуле-1
| Легенда к таблице |                                                                    |
| --- | ------------------------------------------------------------------ |
| В таблице перечислены результаты всех Гран-при Формулы-1, в которых принимал участие гонщик. Строками таблицы являются сезоны, столбцами — этапы чемпионата мира. В каждой клетке указаны сокращённое название этапа и результат, дополнительно обозначенный цветом. Расшифровка обозначений и цветов представлена в нижеследующей таблице. |                                                                    |
| \| Пример \| Описание \| \| ------------ \| ------------------------------------------------------------------ \| \| 1 \| Победитель \| \| 2 \| Второе место \| \| 3 \| Третье место \| \| 5 \| Финишировал, заработав очки \| \| Сход \| Не финишировал, но при этом заработал очки \| \| 12 \| Финишировал, не получив очков \| \| НКЛ \| Финишировал, но не попал в финальную классификацию \| \| 15 \| Участвовал вне зачёта, либо по отдельной классификации \| \| 18 \| Не финишировал, но попал в финальную классификацию \| \| Сход \| Не финишировал \| \| НКВ \| Не прошёл квалификацию \| \| НПКВ \| Не прошёл предквалификацию \| \| ДСК \| Дисквалифицирован \| \| ИСК \| Исключён из протокола соревнований \| \| ТТ \| Заявлен для участия только в тренировках \| \| НС \| Участвовал в квалификации, но не стартовал в гонке \| \| Т \| Травмирован или болен \| \| ОТК \| Отказ от участия \| \| НТР \| Прибыл на соревнования, но на трассу не выезжал \| \| НПР \| Был заявлен в числе участников, но не прибыл к началу соревнований \| \| О \| Соревнования отменены \| \| \| Не участвовал \| \| Поул-позиция \| \| \| Быстрый круг \| \| |                                                                    |
| Пример | Описание                                                           |
| 1 | Победитель                                                         |
| 2 | Второе место                                                       |
| 3 | Третье место                                                       |
| 5 | Финишировал, заработав очки                                        |
| Сход | Не финишировал, но при этом заработал очки                         |
| 12 | Финишировал, не получив очков                                      |
| НКЛ | Финишировал, но не попал в финальную классификацию                 |
| 15 | Участвовал вне зачёта, либо по отдельной классификации             |
| 18 | Не финишировал, но попал в финальную классификацию                 |
| Сход | Не финишировал                                                     |
| НКВ | Не прошёл квалификацию                                             |
| НПКВ | Не прошёл предквалификацию                                         |
| ДСК | Дисквалифицирован                                                  |
| ИСК | Исключён из протокола соревнований                                 |
| ТТ | Заявлен для участия только в тренировках                           |
| НС | Участвовал в квалификации, но не стартовал в гонке                 |
| Т | Травмирован или болен                                              |
| ОТК | Отказ от участия                                                   |
| НТР | Прибыл на соревнования, но на трассу не выезжал                    |
| НПР | Был заявлен в числе участников, но не прибыл к началу соревнований |
| О | Соревнования отменены                                              |
| | Не участвовал                                                      |
| Поул-позиция |                                                                    |
| Быстрый круг |                                                                    |

| Год  | Команда | Шасси     | Двигатель | 1       | 2        | 3     | 4       | 5        | 6        | 7        | 8       | 9        | 10     | 11       | 12    | 13      | 14  | 15  | Место | Очки |
| ---- | ------- | --------- | --------- | ------- | -------- | ----- | ------- | -------- | -------- | -------- | ------- | -------- | ------ | -------- | ----- | ------- | --- | --- | ----- | ---- |
| 1981 | Arrows  | Arrows A3 | Cosworth  | США НКВ | БРА Сход | АРГ 9 | САН НКВ | БЕЛ Сход | МОН Сход | ИСП Сход | ФРА НКВ | ВЕЛ Сход | ГЕР 12 | АВТ Сход | НИД 7 | ИТА НКВ | КАН | СИЗ | -     | 0    |